# Deadwing
Deadwing è l'ottavo album in studio del gruppo musicale britannico Porcupine Tree, pubblicato nel marzo 2005 dalla Lava Records.

## Descrizione
Lo stile del disco prosegue il discorso iniziato con In absentia; Steven Wilson per i testi si è rifatto alla sceneggiatura di una storia di fantasmi scritta da lui e Mike Bennion.
Riferendosi ad un copione già redatto, Deadwing risulta essere nient'altro che la trascrizione o l'esemplificazione di alcuni eventi salienti della struttura delle storyboard. La titletrack, ad esempio, narra della comparsa d'uno spettro che si rivela nell'animo di una persona non ben definita, al quale rievoca ricordi disordinati della sua infanzia, dei genitori, d'una visita dal dentista, e del suo rapporto con la società.
Lo spettro sembra essere quello d'una donna alla quale il protagonista teme di approcciarsi, ma, allo stesso tempo, entrambi risultano essere accomunati dal bisogno di restare insieme: lei, manifestandosi; lui, gettandosi dalla finestra per rincontrarla. Fra le altre tracce, poi, risalta Lazarus, riprendendo il medesimo motivo spettrale, nel cui testo si crea una congiunzione con la figura biblica di Lazzaro e la resurrezione d'un'entità chiamata con lo stesso nome. Arriving Somewhere but Not Here è un brano denso di immagini cupe e malinconiche; pare che la fase dello storyboard da cui è stata tratta narrasse dello spettro in prima persona, al quale affiorano i ricordi dei momenti precedenti alla sua morte: l'incedere del brano è riconducibile ad una sorta di monologo interiore su ciò che il protagonista ha vissuto, le impressioni che si susseguono, e, ancora una volta, riferimenti ad un'infanzia poco rosea: "Did you feel the envy for the sons of mothers tearing you apart?".

## Tracce
Testi e musiche di Steven Wilson, eccetto dove indicato.
1. Deadwing – 9:46
2. Shallow – 4:16
3. Lazarus – 4:18
4. Halo – 4:38 (musica: Porcupine Tree)
5. Arriving Somewhere but Not Here – 12:02
6. Mellotron Scratch – 6:56
7. Open Car – 3:46
8. Start of Something Beautiful – 7:39 (musica: Steven Wilson, Gavin Harrison)
9. Glass Arm Shattering – 6:13 (musica: Porcupine Tree)

Tracce bonus nell'edizione LP
1. So Called Friend – 4:48 (musica: Porcupine Tree)
2. Half-Light – 6:20

Contenuto bonus nell'edizione giapponese
- CD 1

1. Glass Arm Shattering – 11:12
2. Shesmovedon (2005 Version) – 5:02

- CD 2

1. Even Less – 7:13
2. Pure Narcotic – 5:04
3. How Is Your Life Today – 2:49
4. Buying New Soul – 10:27
5. Russia on Ice (Live) – 12:07
6. Blackest Eyes – 4:25
7. Trains (Edit) – 4:28
8. Open Car – 3:51
9. Lazarus (Single Edit) – 3:58
10. Halo (Live) – 5:53 (musica: Porcupine Tree)

Contenuto bonus nell'edizione speciale statunitense
- CD

1. Glass Arm Shattering – 11:12
2. Shesmovedon (2005 Version) – 5:02 – traccia fantasma

- DVD

1. Making-Of

Contenuto bonus nell'edizione deluxe del 2023
- CD 2 – B-sides

1. Revenant – 3:05
2. So Called Friend – 4:49 (musica: Porcupine Tree)
3. Shesmovedon (2004 Remake) – 4:54
4. Mother and Child Divided – 4:59 (musica: Steven Wilson, Gavin Harrison)
5. Half-Light – 6:37

- CD 3 – Deadwing Demos

1. Arriving Somewhere but Not Here – 13:03
2. Godfearing – 4:57
3. Lazarus – 4:09
4. Open Car – 5:07
5. Vapour Trails – 3:53
6. Shallow – 4:15
7. Deadwing – 10:35
8. Mother and Child Divided – 5:02 (musica: Steven Wilson, Gavin Harrison)
9. Instrumental 1 – 5:18 (musica: Porcupine Tree)
10. Halo – 4:49 (musica: Porcupine Tree)
11. Instrumental 2 – 5:26 (musica: Porcupine Tree)
12. So Called Friend – 5:01 (musica: Porcupine Tree)
13. Glass Arm Jam – 4:19 (musica: Porcupine Tree)

- BD

1. Never Stop the Car on a Drive in the Dark (Deadwing Documentary Directed by Jeremy George) – 54:20
2. Lazarus Promo Video (Directed by Lasse Hoile) – 4:19
3. Deadwing Remastered (96/24 LPCM Stereo) – 59:37
4. Deadwing B-sides (96/24 LPCM Stereo) – 25:25
5. Deadwing 5.1 Surround Sound Mix (Including 4 Bonus Tracks) (48/24) – 59:37
6. Additional 5.1 mixes of B-sides Revenant, Mother and Child Divided, Half-Light and Shesmovedon – 19:47
7. (intro) (Rockpalast WDR TV Broadcast) – 0:35
8. Blackest Eyes (Rockpalast WDR TV Broadcast) – 4:33
9. Lazarus (Rockpalast WDR TV Broadcast) – 3:58
10. Futile (Rockpalast WDR TV Broadcast) – 2:31 (musica: Steven Wilson, Gavin Harrison)
11. (interview) (Rockpalast WDR TV Broadcast) – 6:02
12. Mother and Child Divided (Rockpalast WDR TV Broadcast) – 4:50 (musica: Steven Wilson, Gavin Harrison)
13. So Called Friend (Rockpalast WDR TV Broadcast) – 5:00 (musica: Porcupine Tree)
14. Arriving Somewhere but Not Here (Rockpalast WDR TV Broadcast) – 12:24
15. Sound of Muzak (Rockpalast WDR TV Broadcast) – 5:06
16. (interview) (Rockpalast WDR TV Broadcast) – 1:20
17. Start of Something Beautiful (Rockpalast WDR TV Broadcast) – 7:24 (musica: Steven Wilson, Gavin Harrison)
18. Halo (Rockpalast WDR TV Broadcast) – 5:03 (musica: Porcupine Tree)
19. (interview) (Rockpalast WDR TV Broadcast) – 3:35
20. Radioactive Toy (Rockpalast WDR TV Broadcast) – 6:05
21. Trains (Rockpalast WDR TV Broadcast)

## Formazione
Gruppo
- Steven Wilson – voce, chitarra, pianoforte, tastiera, dulcimer martellato, basso (tracce 1, 3, 5 e 7)
- Richard Barbieri – tastiera, sintetizzatore
- Colin Edwin – basso
- Gavin Harrison – batteria, percussioni

Altri musicisti
- Adrian Belew – assolo di chitarra (tracce 1 e 4)
- Mikael Åkerfeldt – armonie vocali (tracce 1, 3 e 5), secondo assolo di chitarra (traccia 5)

Produzione
- Steven Wilson – produzione, missaggio
- Gavin Harrison – produzione aggiuntiva
- Richard Barbieri – produzione aggiuntiva
- Paul Northfield – registrazione aggiuntiva parti di chitarra
- Andy Van Dette – mastering